# Pachycereus pecten-aboriginum
Pachycereus pecten-aboriginum (відоме під назвою гребінець або індіанський гребінець) - колоноподібне кактусове дерево, що росте в Мексиці. Рослина позбавлена листя й може досягати 15 метрів. Стовбур заввишки від 1.2 до 5 метрів, а плоди великі й колючі. Назва pecten-aboriginum походить з латинської мови й означає "рідні гребінці", оскільки плоди цих дерев використовували як гребінці.

## Поширення
Pachycereus pecten-aboriginum є мексиканським ендеміком.  Його ареал простягається вздовж західних штатів від Баха-Каліфорнія до Чіапас. Рослини цього виду ростуть у пустелях Чіуауа і Сонора, у колючому лісі штату Сіналоа і на південних рівнинах штату Сонора.

## Опис
Pachycereus pecten-aboriginum заввишки до 15 метрів. Діаметр їх вертикальних гілок до 25 см Недозрілі пагони до 22 см завтовшки й мають 10 або 11 ребер. Дорослі пагони до 17.5 см завтовшки й мають від 10 до 12 ребер. На ареолах розміщені жорсткі, гострі, білі або сірі шипи, які можуть бути загнутими на дорослих пагонах.
Квіти білого кольору і від 5 до 7.5 сантиметрів завдовжки. Вони відкриваються ввечері й закриваються до полудня. Зав'язь покрита оксамитовими коричневими волосинками.
Плоди густо вкриті довгими золотисто-жовтими шипами до 6 сантиметрів завдовжки. Вони достигають від червня до липня. Після цього вони розкриваються і всередині можна побачити тонкий шар твердого, червоного, соковитого м'якуша та блискучі чорні зернята близько пів сантиметра завдовжки.

## Біологія
Pachycereus pecten-aboriginum - диплоїдні рослини. Біологія їх квіток різниться вздовж ареалу. В Теоуакані їх запилюють уночі кажани, які поїдають нектар. У пустелі Сонора їх квіти залишаються відкритими довше вдень щоб привабити як нічних так і денних запилювачів.

## Використання

### Кулінарія
Плоди можна їсти сирими, з них можна приготувати сироп або джем. Їх використовували щоб приготувати вино. Люди народу майо робили тортилью з їх зернят змішаних з кукурудзяним борошном .

### Медицина
Люди народу майо використовували кактус для приготування ліків. Вони прикладали шматки клітковини до ран, щоб зупинити кровотечу. Їх сік споживали для траволікування й лікування болю в горлі.

### Гребінці
Аборигени використовували плоди як гребінці щоб розчісувати волосся. Для цього вони повністю зрізали шипи на двох-третинах поверхні плоду, а ті шипи, що залишились, вкорочували до 1 см.